# Giovanni Sinchetto
Giovanni Sinchetto (Torino, 5 aprile 1922 – 19 gennaio 1991) è stato un fumettista italiano, creatore del Comandante Mark, de Il Grande Blek, di Capitan Miki e di Alan Mistero. Con Dario Guzzon e Pietro Sartoris è stato fondatore della EsseGesse.
| Controllo di autorità | VIAF (EN) 103653963 · BNF (FR) cb12752221p (data) |